# Coelotes charitonovi
Coelotes charitonovi är en spindelart som beskrevs av Sergei Aleksandrovich Spassky 1939. Coelotes charitonovi ingår i släktet Coelotes och familjen mörkerspindlar. Inga underarter finns listade i Catalogue of Life.